# Chico Soares
Chico Soares (Santos, 11 de janeiro de 1975) é um roteirista brasileiro. Atualmente, trabalha escrevendo e dirigindo episódios de algumas séries da Rede Globo.

## Trabalhos
| Ano       | Título              | Notas                           |
| --------- | ------------------- | ------------------------------- |
| 2000      | Bambuluá            | —                               |
| 2005-2007 | Sob Nova Direção    | Escritor de 35 episódios        |
| 2008      | Dicas de um Sedutor | Escritor de 11 episódios        |
| 2009      | Malhação 2009       | Escritor do episódio #16.1      |
| 2010      | Os Caras de Pau     | Criador e escritor de episódios |
| 2012      | Lado a Lado         | —                               |
| 2015      | Babilônia           | —                               |
| 2016      | Rock Story          | —                               |